# Кирпань Андрій Євтихійович
Андрій Євтихійович Кирпань (16 лютого 1947 року — 10 лютого 1998 року) — український музикант, валторніст, диригент, педагог. Заслужений артист України (1985).

## Біографія
Закінчив київську консерваторію по класу валторни і аспірантуру у професора М. Я. Юрченка, факультет оперно-симфонічного диригування в народного артиста України й Росії В. Н. Кожухаря.
Дипломант і Лауреат Всеукраїнських конкурсів (1968, 1976 — 1 премія). Працював солістом в оркестрі оперної студії при Київській консерваторії, у Симфонічному оркестрі Українського радіо, в Київському камерному оркестрі.
У 1972-1990 роках — концертмейстер групи валторн Державного симфонічного оркестру України.
З 1984 по 1990 роки виступав із цим оркестром і як диригент.
У 1990-1994 роках — художній керівник і головний диригент Державного духового оркестру України. З 1994 р. — провідний артист симфонічного оркестру Національного академічного театру опери й балету ім. Т. Г. Шевченко.
В 1974 році почав педагогічну діяльність у Київській середній спеціальній музичній школі ім. Н. В. Лисенко при Київській консерваторії. З 1995 року — викладач Музичної Академії ім. П. І. Чайковського.
Андрій Кирпань зарекомендував себе високопрофесійним, талановитим музикантом. Він володів високим рівнем виконавської майстерності, яскравим артистизмом. Манері А. Кирпаня була властива шляхетність звуку, тембральна насиченість, яскрава індивідуальність. Його репертуар включав самі складні твори світової й української класики. Як музикант і диригент записав безліч творів у фонд Українського радіо, на пластинки й компакт-диски. Велику увагу приділяв педагогічній діяльності, передаючи свій досвід і майстерність молодому поколінню. Серед його учнів — лауреати Всесоюзних і Міжнародних конкурсів.